# Casa dell'orrore

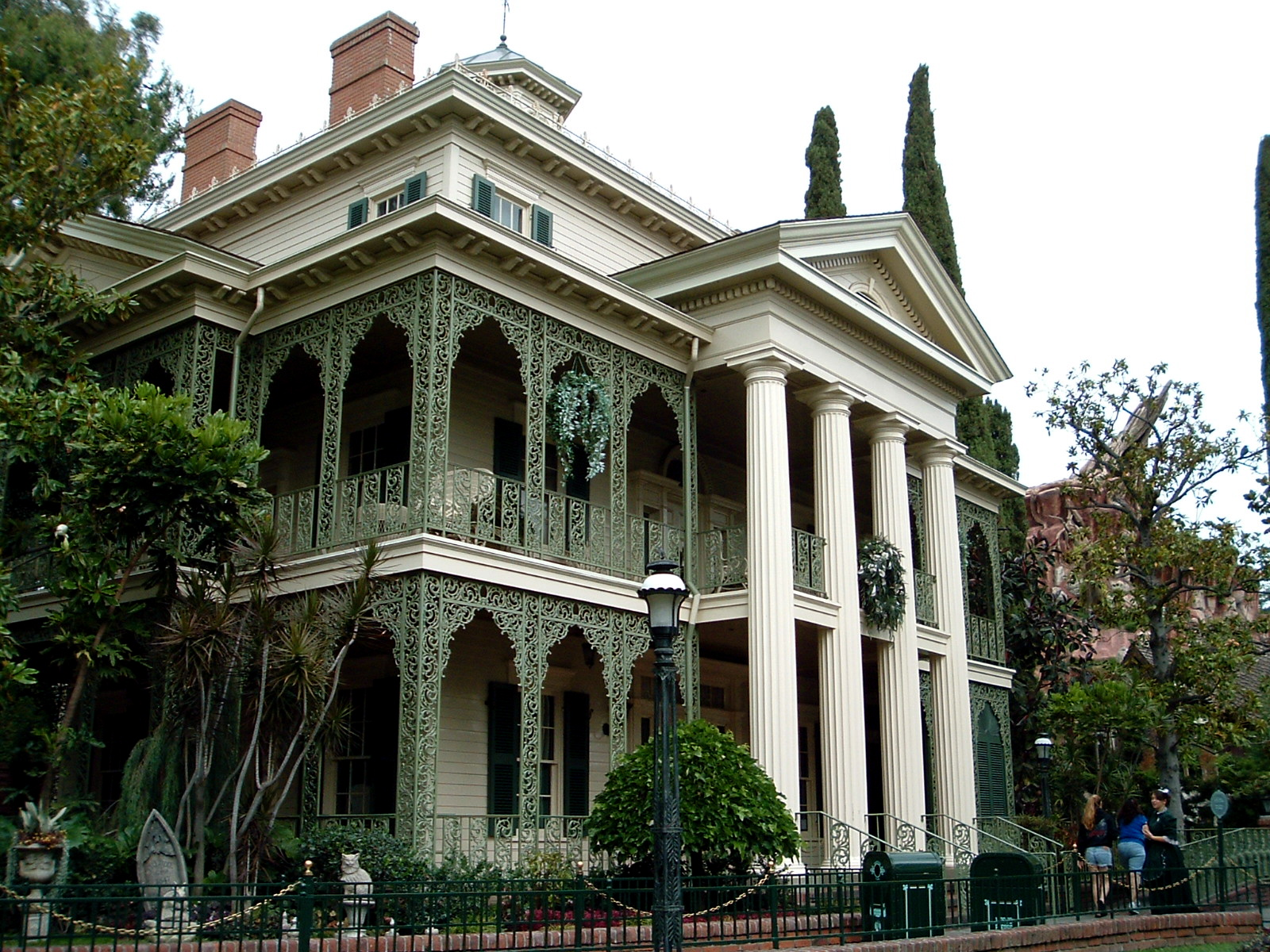
La Haunted Mansion a Disneyland.

La casa dell'orrore (horror house) è un tipo di attrazione il cui scopo è spaventare il visitatore attraverso elementi orrorifici.

## Storia
Nella Londra e nella Parigi del XVIII e XIX secolo si manifestò un certo gusto per l'intrattenimento grottesco e raccapricciante. Nel 1802 Marie Tussaud scandalizzò il pubblico britannico con le sue statue di cera di vittime decapitate della Rivoluzione francese, tra cui il re Luigi XVI, Maria Antonietta, Robespierre e Jean-Paul Marat. In Francia, nel 1897, aprì il Grand Guignol, teatro specializzato in spettacoli horror particolarmente macabri e spaventosi; esso riprendeva le Fantasmagorie settecentesche, con un utilizzo estensivo di effetti speciali per l'epoca innovativi. Queste caratteristiche costituiscono i prodromi per la nascita delle horror house, che riprendono l'uso di statue e manichini (in seguito sostituiti o affiancati da animatroni) e gli effetti speciali, oltre naturalmente alle atmosfere terrificanti. Sul finire del XIX secolo comparvero le prime Haunted House: si trattava in genere di vere abitazioni abbandonate, nelle quali veniva allestito uno spettacolo o un percorso a tema horror.
L'invenzione delle attrazioni meccanizzate e delle dark ride, agli inizi del XX secolo, influirono molto sulla nascita delle Horror House attuali. Una delle prime attrazioni di questo tipo fu la Orton and Spooner Ghost House, aperta nel 1915 a Liphook, in Inghilterra: si trattava di una sorta di carosello meccanico alimentato a vapore, comprensivo di un breve percoso a tema horror. Tale attrazione è conservata nella Hollycombe Steam Collection, e funziona ancora perfettamente. Nel corso del '900 si assistette a una rapida evoluzione di tale attrazione, con un uso sempre più massiccio di effetti speciali ed espedienti tecnologici. Haunted Mansion, inaugurata a Disneyland il 9 agosto 1969, è ritenuta la prima Horror House moderna.

## Caratteristiche
Una horror house è costituita da un percorso più o meno lungo in una serie di stanze nelle quali sono presenti elementi scenografici atti a spaventare il visitatore. Questi elementi possono essere diorami, effetti speciali, sonori o di illuminazione o suppellettili appositamente modificate; a essi possono essere poi associati animatroni e/o attori in carne e ossa appositamente truccati e abbigliati. Normalmente presente nei parchi di divertimento o nei luna park itineranti, una horror house può anche essere allestita in appositi edifici non pertinenti a tali aree.
In genere le scene presenti nelle horror house non sono collegate tra di loro, ma si tratta di ambienti indipendenti che rievocano situazioni terrificanti: castelli infestati da fantasmi, prigioni, manicomi, foreste oscure. A volte l'aspetto generale di una horror house si ispira ufficialmente o meno a celebri film horror. In rari casi (come Phantom Manor a Disneyland Paris) l'attrazione può avere una sua trama che si dipana man mano che il visitatore progredisce nel suo percorso.
Il percorso può essere di due tipologie: dark ride o walkthrough. Nel primo caso i visitatori si spostano a bordo di appositi veicoli su binari che attraversano l'intera attrazione; nel secondo caso si devono avventurare a piedi, generalmente in fila indiana. Quasi sempre nella tipologia dark ride non sono presenti attori, ma solo animatroni; al contrario nei walkthrough è più probabile trovare attori in carne ossa o trabocchetti, vicoli ciechi, illusioni ottiche e altri effetti speciali che disorientano il visitatore.
Una horror house può essere fissa, ossia localizzata in un edificio costruito appositamente per ospitarla, oppure itinerante, cioè smontabile e trasportabile in diversi luoghi. A volte una horror house si può trovare in agriturismi, resort di vacanza o parchi privati, costruita artigianalmente in un tendone opportunamente scenografato.

### Varianti
- Una horror house può essere inglobata in attrazioni di diverse tipologie, che prevederanno quindi un percorso horror terminante (o combinato) con un altro tipo di attrazione. In molti parchi e Luna Park si trovano ad esempio Horror Labyrinths, ossia la combinazione di horror house e labirinto; a Cinecittà World si trova Inferno (precedentemente chiamata DarkMare), il cui percorso è integrato a un drop coaster; nei parchi Disney, infine, è presente The Twilight Zone: Tower or Terror, che combina un walkthrough, una dark ride e una free fall tower in tema horror.
- In America è diffusa una variante/evoluzione delle horror house, chiamata Haunted Experience , in cui la visita non si limita alla sola casa stregata, ma si estende a diverse ore prima e dopo. I visitatori sono invitati a svolgere attività o ad assistere a un pre-show in tema horror in un ambiente diverso dall'attrazione vera e propria; dopodiché sono prelevati da una navetta e portati nella zona dell'attrazione, dove compiono il percorso, per poi essere ricondotti al punto di partenza. In altre versioni l'ospite deve spostarsi con il proprio automezzo in diverse località, in ciascuna delle quali assiste a uno show o compie attività a tema; al termine di ognuna di esse gli sarà dato un indizio per la località successiva. Questa tipologia assume il nome di Horror Ride Experience e può avere anche una durata di diverse settimane. Un esempio di Haunted Experience è Nyctophobia a Long Island, mentre  a Olbia era presente Haunted House Anna Red Rose, definita "Horror Live Experience".
- A volte in siti culturali famosi per una presunta infestazione di fantasmi sono allestiti percorsi del tutto simili a una horror house in ambienti generalmente diversi dal normale percorso di visita. Un esempio può essere Ghosts of the Past, allestita in alcuni ambienti del Castello di Warwick in Inghilterra in collaborazione col celebre museo delle cere Madame Tussauds di Londra.
- In alcuni casi la tematizzazione horror può estendersi non solo a una singola attrazione, ma a intere zone del parco divertimenti o al parco nella sua interezza. In quest'ultimo caso si parlerà di Horror/Haunted Park o Screampark. Uno degli esempi più celebri è Scary Dollar City nel Missouri. Molti parchi divertimento italiani, in occasione di Halloween, vengono decorati in stile horror, con elementi scenografici, attori in carne e ossa e perfino numerose horror house rimovibili (in particolare Movieland e Mirabilandia).
- Tra le comunità cristiane americane si è diffuso l'utilizzo delle Hell House: si tratta di horror house artigianali, generalmente di piccole dimensioni e costruite in un tendone, il cui percorso illustra i tormenti che i peccatori subiscono nell'Inferno. In genere l'ultima stanza è costituita da una visione del Paradiso o dai locali della chiesa, dove il fedele può sostare a pregare o a confessarsi. Queste attrazioni sono contraddistinte dalla finalità morale in genere assente nelle altre tipologie.

## Esempi
- In tutti i parchi Disneyland è presente Haunted Mansion (chiamata Phantom Manor a Disneyland Paris e Mystic Manor a Hong Kong Disneyland), appartenente alla tipologia dark ride e dotata di animatroni ed effetti speciali.
- A Mirabilandia è presente Legends of the Dead Town[4]: in origine una dark ride, dal 2012 è stata trasformata in un walkthrough che mantiene animatroni dell'allestimento originale accanto ad attori in carne e ossa. In occasione di Halloween sono allestite altre tre attrazioni mobili dello stesso stile.
- A Movieland è presente Holmes Hotel, walkthrough nato nel 2021 dal restyling della storica The Horror House aperta nel 2003. L'ambientazione è l'albergo in cui H. H. Holmes ha commesso la serie di omicidi per cui è conosciuto. Prima del restyling, il tema era il cinema horror, rappresentando un film per ogni stanza da attori in carne ed ossa.
- A Rainbow Magicland sono presenti Demonia, Haunted Hotel e Dungeons, walkthrough simili a quella di Mirabilandia.
- Per due sole stagioni Gardaland ha ospitato il walkthrough Inferis; l'attrazione non ha però riscosso molto successo ed è stata successivamente eliminata.
- A Olbia è stata presente fino al 2018 Haunted House Anna Red Rose. Si trattava di una reale villa abbandonata allestita con scenografie a tema nella quale i visitatori venivano coinvolti in una storia horror.

## Aspetti legali
Le attrazioni horror house sono in genere soggette a particolari disposizioni legali che vanno rispettate nella loro totalità.
Poiché l'attrazione è generalmente locata in una struttura chiusa e contiene dispositivi elettrici o elettronici in grado di causare incendi, in punti strategici del percorso devono essere presenti estintori e uscite di sicurezza con maniglioni antipanico, ben visibili e segnalati. 
I gestori sono inoltre obbligati a mettere in guardia i visitatori circa la presenza di luci e suoni molto intensi o altri effetti che potrebbero scatenare stati di panico in bambini o persone troppo sensibili. Se il percorso prevede la presenza di attori in carne e ossa, sussiste il divieto per loro di toccare fisicamente il visitatore (anche se possono esserci deroghe a questa regola, previa accettazione delle stesse dal convenuto per mezzo di liberatoria).
L'accesso alle horror house deve essere necessariamente sconsigliato (ma non interdetto) a soggetti epilettici, disabili, cardiopatici o donne incinte. In particolari circostanze può essere imposto il divieto d'accesso a bambini sotto una certa età.